# Omar Abdulkadir
Omar Abdulkadir (Mogadiscio, 1 de enero de 1980) es un exfutbolista somalí. Jugaba de defensa y desarrolló toda su carrera como futbolista en el Elman FC de la Primera División de Somalia.

## Trayectoria
Omar Abdulkadir inició su carrera futbolística en las canteras del club Elman FC, y logró debutar con el equipo en el año 1996, jugando en la posición de defensa central. Se retiró del fútbol en el 2007.

## Selección nacional
Ha formado parte de los equipos sub-17 y sub-20, además de la selección mayor. Con esta última debutó el 19 de abril del 2000 en un partido jugado ante Camerún por el clasificatorio al Mundial de Corea Japón 2002, sin poder hacer mucho para salvar a su selección, que perdió 3-0 en ambos cotejos. También jugó el clasificatorio del 2003 ante Ghana y del 2007 ante Yibuti, en ambos, fue el capitán del equipo.
Ha jugado también la Copa CECAFA, a partir del año 1999 hasta el 2007. Su último partido internacional fue ante Kenia en la mencionada edición última.

## Clubes
| Club     | País    | Año         |
| -------- | ------- | ----------- |
| Elman FC | Somalia | 1996 - 2007 |

## Palmarés

### Campeonatos nacionales
| Título                      | Club     | País    | Año  |
| --------------------------- | -------- | ------- | ---- |
| Primera División de Somalia | Elman FC | Somalia | 2000 |
| Primera División de Somalia | Elman FC | Somalia | 2001 |
| Primera División de Somalia | Elman FC | Somalia | 2002 |
| Primera División de Somalia | Elman FC | Somalia | 2003 |

### Distinciones individuales
| Distinción               | Año  |
| ------------------------ | ---- |
| Mejor defensa de Somalia | 2003 |
| Mejor defensa de Somalia | 2004 |
| Mejor defensa de Somalia | 2005 |
| Mejor defensa de Somalia | 2006 |
| Mejor defensa de Somalia | 2007 |

- Datos: Q6050431